# ハンナ・デービス
ハンナ・デービス（Hannah Davis, 1990年5月5日 - ）は、アメリカ合衆国のファッションモデルである。スポーツ・イラストレイテッド水着特集号の表紙を飾ったことなどで知られる。
夫はデレク・ジーター。

## 概要

### 来歴
アメリカ領ヴァージン諸島のセント・トーマス島で生まれ育つ。ラルフ・ローレンのキャンペーンモデルを務めた後、ヴィクトリアズ・シークレット、トミーヒルフィガー、リーバイスなどのモデルとして活動。スポーツ・イラストレイテッド水着特集号の2015年度版の表紙を飾った。

### 私生活
2016年7月9日、デレク・ジーターとカリフォルニア州ナパバレーで結婚式を挙げた。2017年8月17日、第一子誕生。女児でベラ・レイン(Bella Raine)と名付けられた。

## フィルモグラフィ

### 映画
お!バカんす家族 Vacation (2015) - フェラーリの女